# Canal impérial d'Aragon
Le canal impérial d'Aragon est canal situé en Espagne, qui s'étend de Fontellas jusqu'à Fuentes de Ebro, où il rejoint l'Èbre.

## Histoire
Le canal a été commencé sous Charles Quint en 1528, sur le territoire de Fontellas. Il s'étendit ensuite jusqu'à Saragosse, sur une longueur de 115 kilomètres mais fut interrompu et oublié. Charles III le continua sur les plans du chanoine Pignatelli. Destiné à faire communiquer la Navarre avec la mer Méditerranée par l'Èbre, il n'était pas encore achevé au milieu du XIXe siècle.